# Pripps
Pripps era una cervecería importante en Suecia y es ahora parte de Carlsberg, en la que Pripps permanece como marca. La compañía estuvo basada en Gotemburgo; su producto principal era Pripps Blå. Ahí también se producía Ramlösa. Pripps fue fundada en Gotemburgo por Johan Albrecht Pripp en 1828.

## Cerveza
Pripps Blå, lit. Pripps Blue, es una cerveza lager que salió al mercado en 1959; se dice que es una de las más populares en Suecia.
Pripps Blå es una cerveza de bajo costo debido a que es fabricada con exactamente 51% cebada, la cantidad mínima de dicho cereal requerido para hacer cerveza acorde a la ley sueca. Una versión baja en calorías llamada Pripps Blå Light es también fabricada. Otras versiones son: Pripps Blå Extra Stark, con altos contenidos de malta y altos contenidos de alcohol, 7.2%, y Pripps Blå Pure con contenidos bajos en carbohidratos y que fue planeada para reemplazar a Pripps Blå Light.

## Cervecería
Los productos son hechos por Carlsberg Sverige.